# Samhällskritik

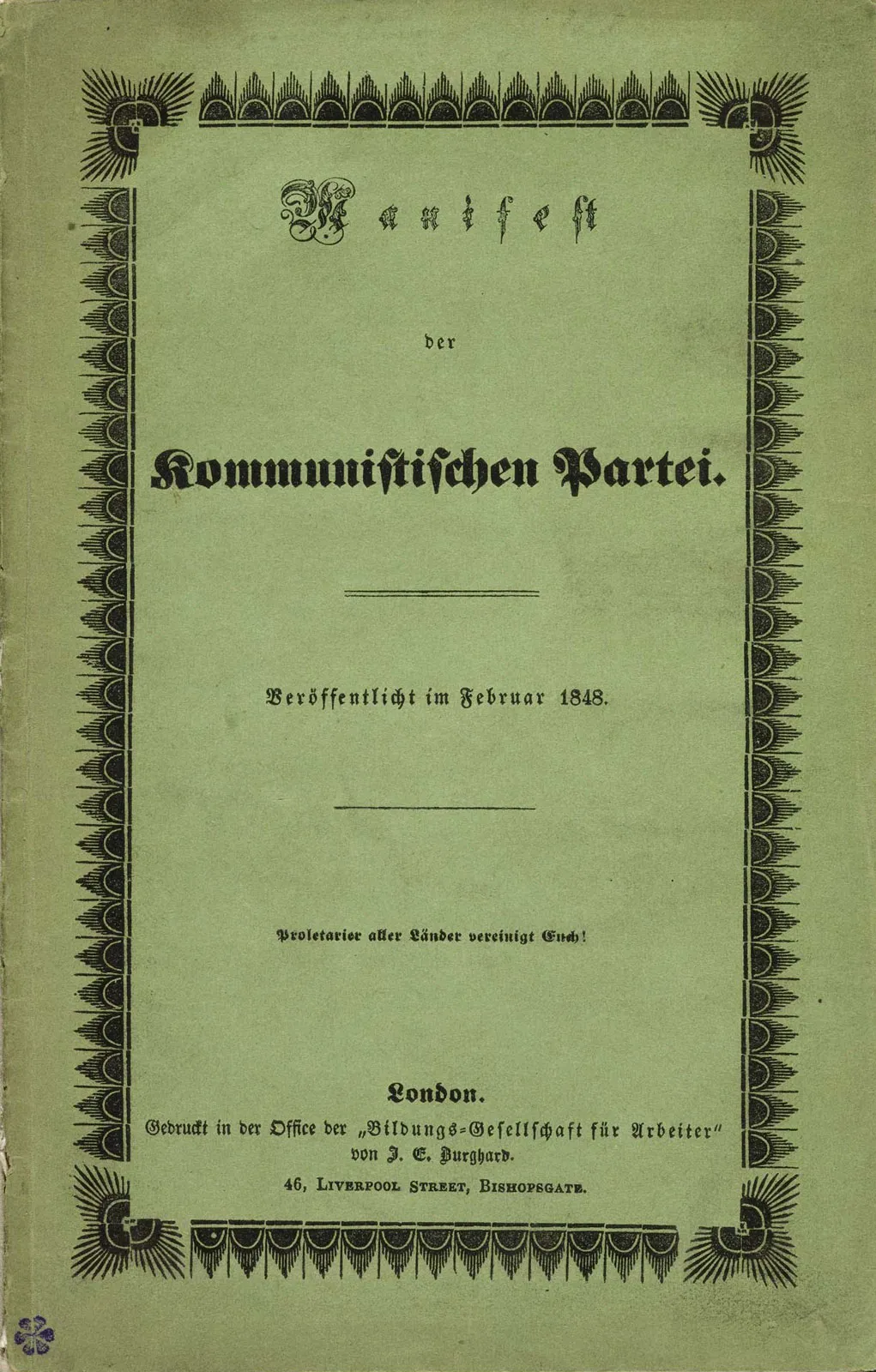
Kommunistiska manifestet är en av de största samhällskritiska texterna.

Samhällskritik analyserar (problematiska) samhällsförhållanden och föreslår ibland praktiska lösningar som exempelvis revolution eller reformer.
Samhällskritikens startpunkt kan vara väldigt olika, socialism, liberalism, konservatism, eller ekologism exempelvis. Samhällskritik behöver dock inte ta sin utgångspunkt i någon politisk grupp eller idé. Därav kan samhällskritik också ske från exempelvis arbetskritiska, antipolitiska, ekonomikritiska eller upplysningskritiska perspektiv. Startpunkten för kritiken kan vara kollektivets erfarenheter, eller en normbrytande minoritets erfarenheter (till exempel homosexuella, funktionsvarierade, eliter). Samhällskritik kan också förekomma inom en progressiv eller konservativ samhällsrörelse, som tycker att rörelsen inte lever upp till sin agenda. Kvinnor inom Nya vänstern var ofta missnöjda med sina positioner i jämförelse med männen, och många engagerade sig därför i andra vågens feminism.

## Exempel på samhällskritik som fått genomslag
Under 1900-talet var homosexualitet en sjukdomsdiagnos, man ansåg alltså att personer som var homosexuella var "psykisk sjuka". Homosexuella ringde därav till försäkringskassan en masse år 1979 och förklarade sig "sjuka" samt således "oförmögna" att arbeta' respektive ockuperade delar av försäkringskassans lokaler. Följaktigen tog det inte lång tid tills homosexuella "helt plötsligt" betraktades som helt friska.

## Akademiska former av samhällskritik
Tvisterna mellan den kritiska rationalismen (till exempel Karl Popper och Frankfurtskolan) exemplifierar det principiella problemet huruvida forskningen inom samhällsvetenskapen ska sträva efter att vara helt neutralt, eller ta ställning. Huruvida det ter sig möjligt att vara totalt objektiv, eller om det går att fullt ut ta ställning för något eller några, utan att kuvas av sina omständigheter, har varit föremål för debatt.
Verk om samhällskritik kan tillhöra ämnen som social filosofi, sociologi, socialpsykologi, psykoanalys, men även bedrivas inom andra discipliner eller helt avvisa alla akademiska former av diskurs.

## Samhällskritik i litteratur och musik
Samhällskritik kan också uttryckas skönlitterärt, till exempel i en revolutionär roman som Järnhälen (1908, The Iron Heel) av Jack London eller i dystopiska romaner som Aldous Huxleys Du sköna nya värld (1932, Brave New World) eller George Orwells 1984 (1949, Nineteen Eighty-Four). Det kan också uttryckas i barnlitteratur och filmer.
Skönlitteratur kan ha en väldigt betydelsefull social verkan. Ett exempel är romanen Onkel Toms stuga (Uncle Tom's Cabin) från 1852 av Harriet Beecher Stowe, som främjade abolitionism i USA, och romanen Ramona från 1885 av Helen Hunt Jackson, som bringade fram ändringar i lagar kring USA:s ursprungsbefolkning. På samma sätt hjälpte romanen Vildmarken från 1906 av Upton Sinclair till att skapa nya lagar relaterade till allmän sjukvård och mathantering, och romanen A Child of the Jago från 1896 av Arthur Morrison gjorde så att England ändrade sina bostadslagar. 
Ett annat exempel är romanen Det går an från 1839 av Carl Jonas Love Almqvist, som också var ekonomikritiker. Perioden då romanen tillkom präglades av den litterära romantikens slut realismens början. Detta påverkade Almqvist. Boken var ett inlägg i kvinno- och äktenskapsdebatten och kritiserade bland annat det borgerliga äktenskapet. Konsekvenserna för författaren var att han blev utstött och till slut tvingades emigrera till Amerika.
Samhällskritik i musik har också råkat på just, samhällskritik, filosofen och sociologen Adorno menade nämligen att så kallad "kampmusik", gjorde det fruktansvärda och omänskliga i världen till något som helt plötsligt var möjligt att konsumera, och dessutom njuta av.

## Klassiska samhällskritiska verk i urval
| - Mikhail Bakunin: Gud och staten (1882) - Paul Lafargue: Rätten till lättja (1883) - Emma Goldman: Anarchism and Other Essays (1910) - Howard Zinn: Det amerikanska folkets historia (1980) - Noam Chomsky: Manufacturing Consent (1988) - Mary Wollstonecraft: Till försvar för kvinnans rättigheter (1792) - Virginia Woolf: Ett eget rum (1929) - Simone de Beauvoir: Det andra könet (1949) - Betty Friedan: Den feminina mystiken (1963) - Judith Butler: Genustrubbel (1990) - Max Horkheimer & Theodor W. Adorno: Upplysningens dialektik (1947) - Herbert Marcuse: Den endimensionella människan (1964) - Erich Fromm: Att ha eller att vara (1976) - Rachel Carson: Tyst vår (1962) - Theodore Kaczynski: Industrisamhällets framtid (1995) - Edmund Burke: Reflektioner om franska revolutionen (1790) - Gustave Le Bon: Massans psykologi (1895) - René Guénon: La Crise du monde moderne (1927) - Aleksandr Solzjenitsyn: GULAG-arkipelagen (1973) | - Étienne de La Boétie: Avhandling om frivillig träldom (cirka 1560) - Friedrich von Hayek: Vägen till träldom (1944) - Karl Marx & Friedrich Engels: Kommunistiska manifestet (1848) - Karl Marx Grunddragen i kritiken av den politiska ekonomin (1857) - Karl Marx: Kapitalet (1867) - Georg Lukács: Historia och klassmedvetande (1923) - Frantz Fanon: Jordens fördömda (1961) - Guy Debord: Skådespelssamhället (1967) - Raoul Vaneigem: Traité de savoir-vivre à l’usage des jeunes générations (1967) - Friedrich Nietzsche: Otidsenliga betraktelser (1873–1876) - Sigmund Freud: Vi vantrivs i kulturen (1930) - Michel Foucault: Övervakning och straff (1975) |